# 奥维尔 (俄亥俄州)
奥维尔（英語：Orrville）是一个美國城市，位於俄亥俄州韦恩县。根據2010年的人口普查，當地人口為8,380人。

## 地理
奥维尔位于 40°50′N 81°46′W / 40.833°N 81.767°W (40.8414,-81.7715)。
根据美国人口普查局，该城市的总面积為5.75平方英里（14.89平方），其中5.74平方英里（14.87平方）為陸地，0.01平方英里（0.03平方）為水域。